# Німецька ост-марка

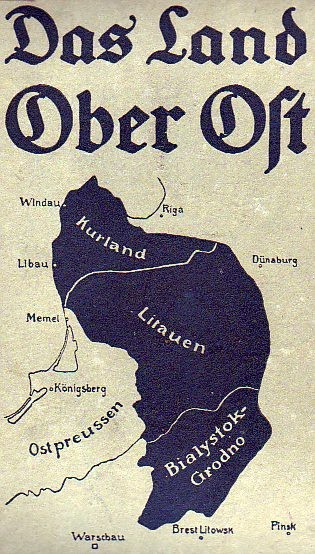
Території Обер-Осту

Німецька ост-марка (нім. Mark) — грошова одиниця введена в обіг німецькою окупаційною владою 4 квітня 1918 року для підконтрольних східних територій: Гродно, Ковеля, Курляндії, Сувалки та Вільнюсу. Пізніше неофіційно марка використовувалась і в Естонії.

## Історія
4 квітня 1918 року, на зміну ост-рублю було вирішено пустити в обіг нову валюту — ост-марку. Ост-марка прирівнювалася до «Papiermark» Німецької імперії, до 1\50 ост-рубля та розмінювалася на 100 пфеннігів. Після здобуття незалежності Східний Фонд Кредитування розмістився (Darlehnskasse Ost) у місті Ковель. ост-рубль знаходився в обігу з ост-маркою довгий час. В 1919 році, у Литві, ост-марки мали назву ауксінаси (лит.) auksinas), а німецький пфенніг мав назву скатікас (лит.) skatikas). Банкноти в аускінасах не вироблялися, лише назва «ауксінас» згадується на поштових марках. Фактично до жовтня 1922 року в Литві грошовою одиницею були ост-марки, литовські марки та ост-рублі.

## Бони
Відомі такі номінали:
- ½ ост-марки
- 1 ост-марка
- 2 ост-марки
- 5 ост-марок
- 20 ост-марок
- 50 ост-марок
- 100 ост-марок
- 1000 ост-марок

Надпис на купюрах німецькою, латвійською, литовською та російською мовами наголошував про те, що підробка грошових знаків карається законом.

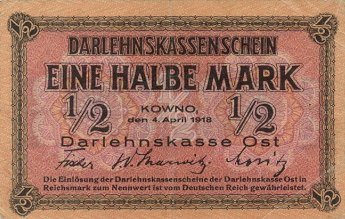
½ марки, 1918, ОСТ
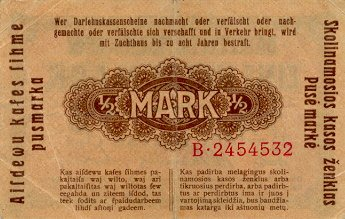
½ марки, 1918, ОСТ (Зворотня сторона)
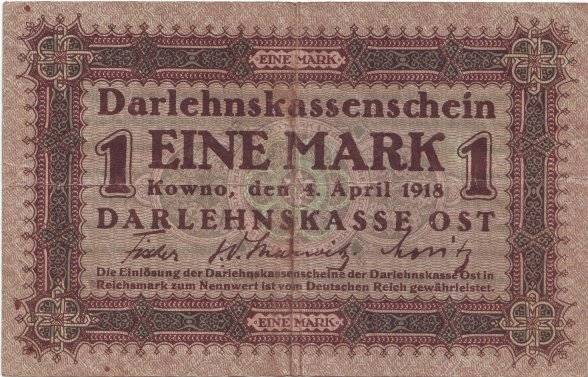
1 марка, 1918, ОСТ
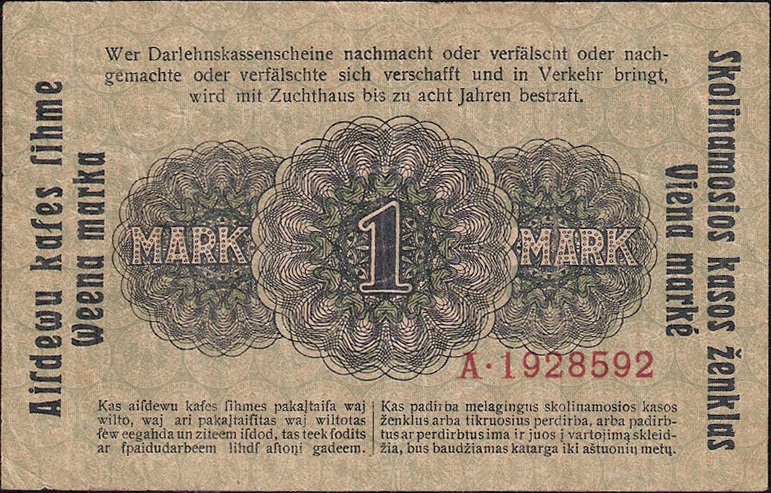
1 марка, 1918, ОСТ (Зворотня сторона)
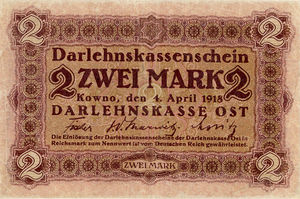
2 марки, 1918, ОСТ
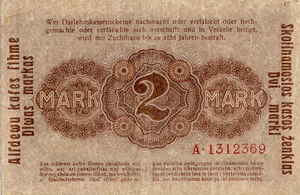
2 марки, 1918, ОСТ (Зворотня сторона)
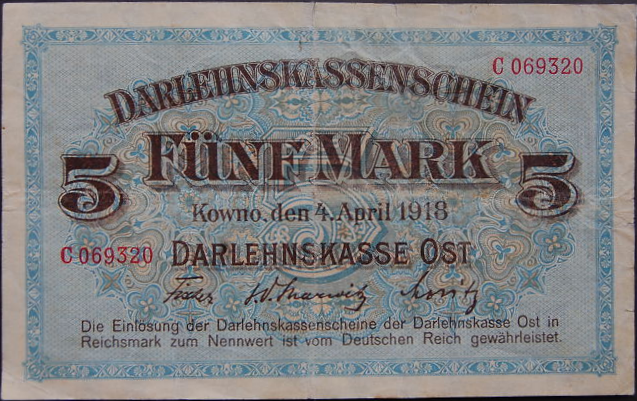
5 марок, 1918, ОСТ
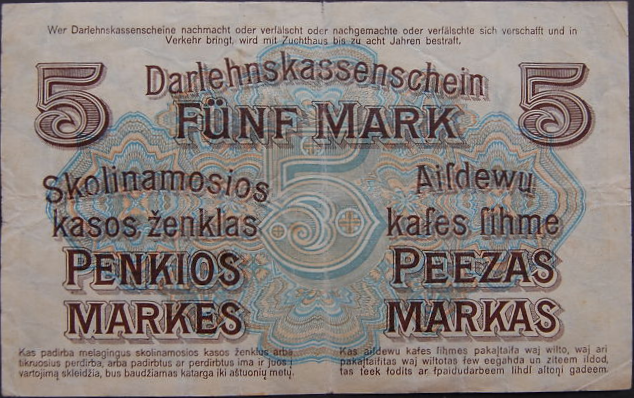
5 марок, 1918, ОСТ (Зворотня сторона)
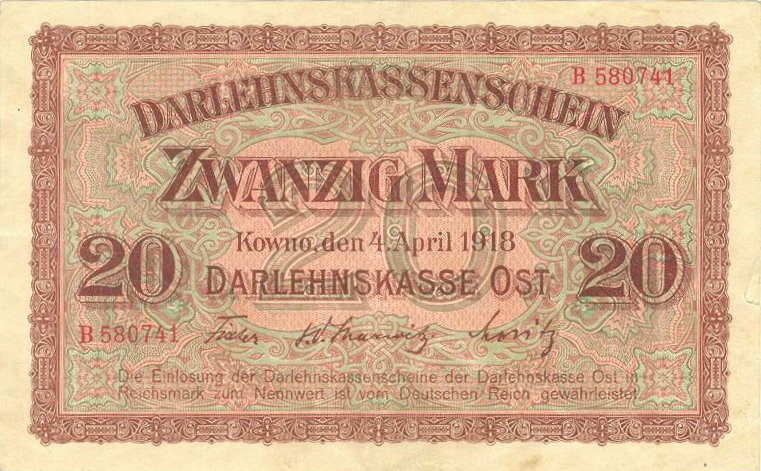
20 марок, 1918, ОСТ
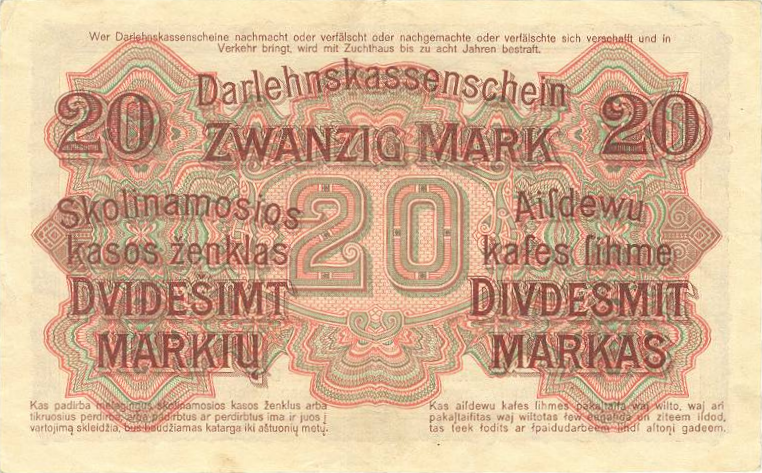
20 марок, 1918, ОСТ (Зворотня сторона)
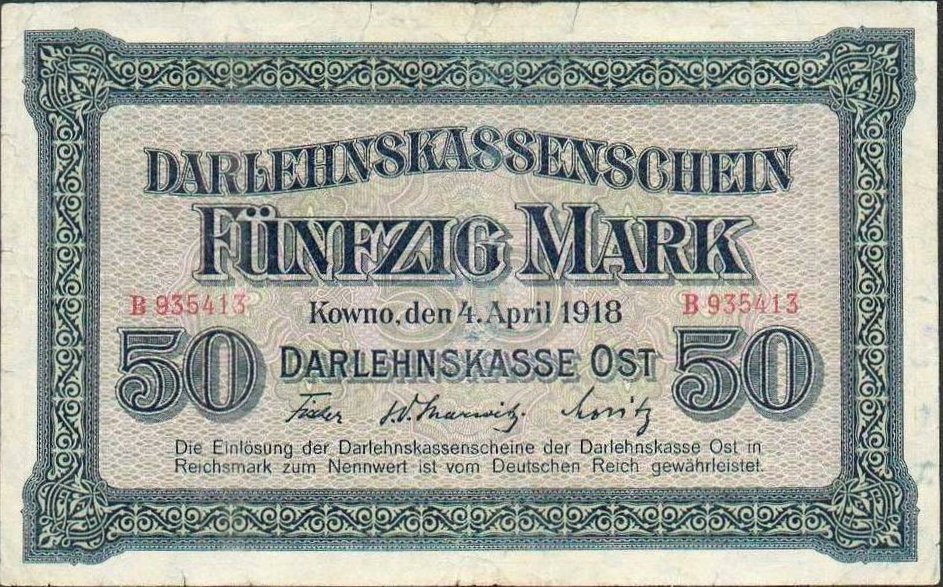
50 марок, 1918, ОСТ
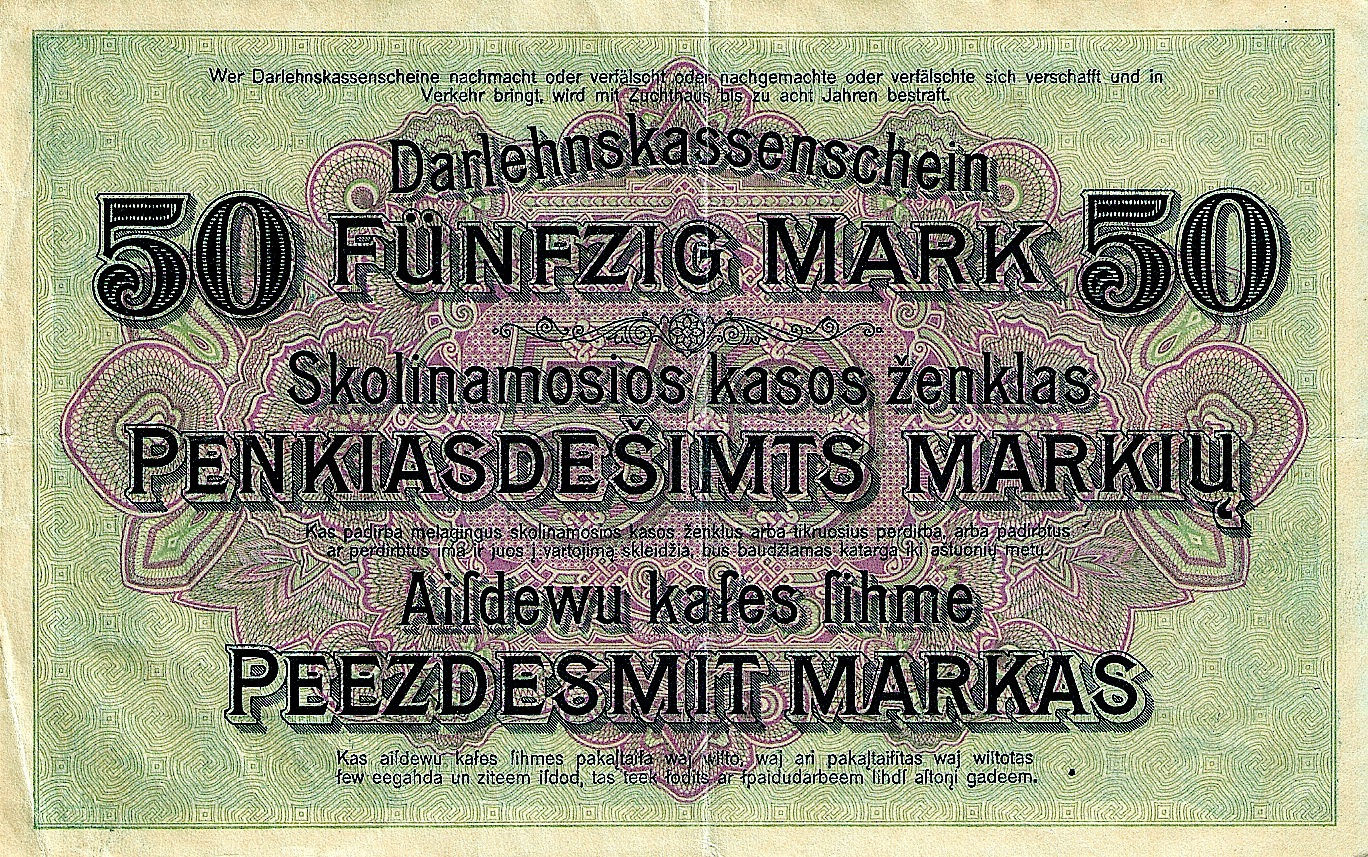
50 марок, 1918, ОСТ (Зворотня сторона)
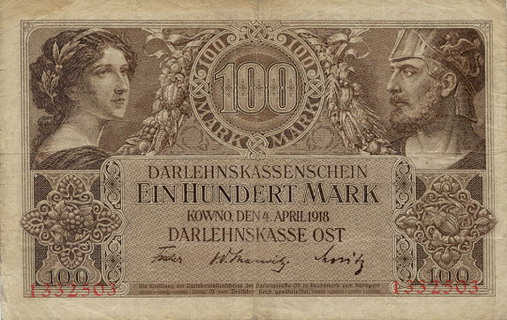
100 марок, 1918, ОСТ
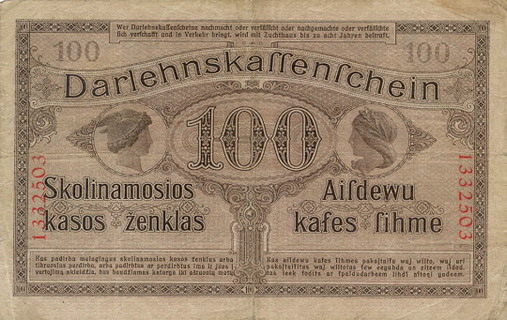
100 марок, 1918, ОСТ (Зворотня сторона)
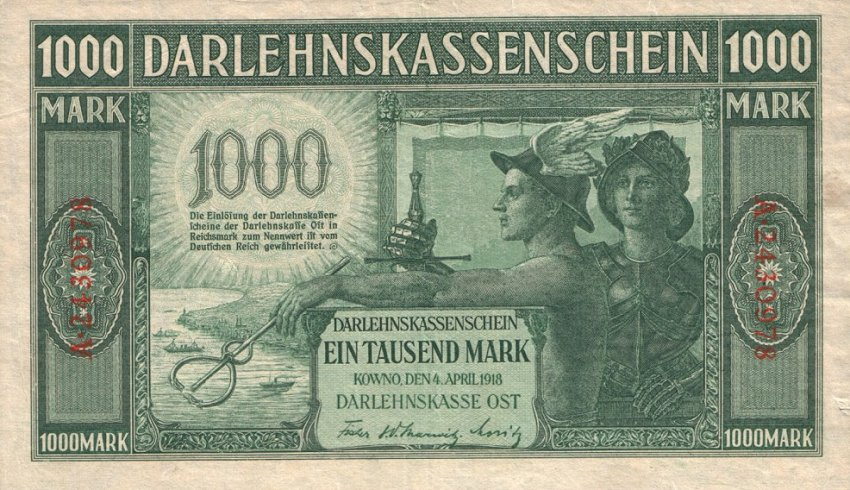
1000 марок, 1918, ОСТ
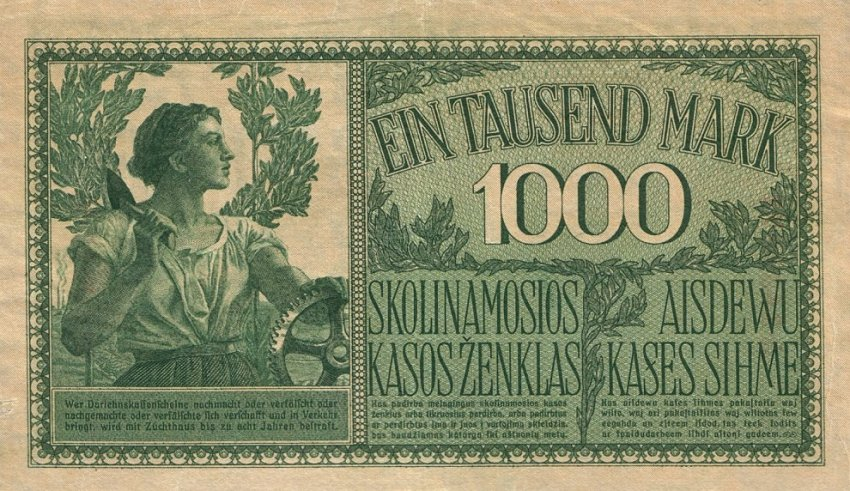
1000 марок, 1918, ОСТ (Зворотня сторона)
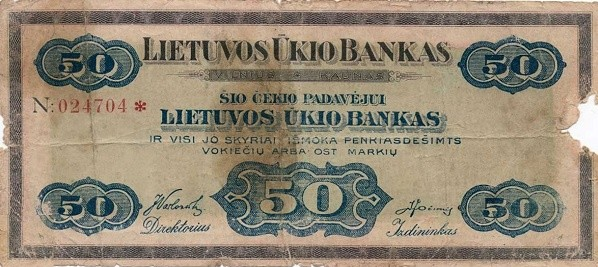
Литовські 50 "аускінасів" зразка 1919 року
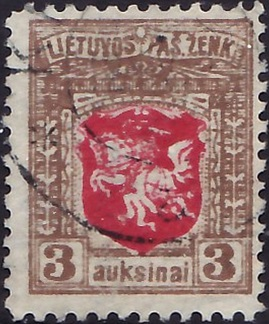
Литовська марка в 3 аускінаси